# Lutek
Lutek (niem. Luttken) – wieś w Polsce położona w województwie warmińsko-mazurskim, w powiecie olsztyńskim, w gminie Olsztynek. W latach 1975–1998 miejscowość należała administracyjnie do województwa olsztyńskiego.
Wieś mazurska, obecnie największe daczowisko na terenie gminy Olsztynek, położona nad Jeziorem Luteckim w pobliżu drogi E-7, niedaleko Pawłowa. Na terenie wsi jest stajnia koni wyścigowych. Ze względu na malownicze położenie miejscowość pełni rolę ośrodka letniskowego.

## Historia
Osada, założona wśród lasów na północnym brzegu Jeziora Luteckiego w XV wieku. W czasach krzyżackich wieś pojawia się w dokumentach w roku 1429, podlegała pod komturię w Olsztynku, były to dobra rycerskie o powierzchni 10 włók.

## Zabytki
- Cmentarz ewangelicki z początku XX wieku, położony na północno-wschodnim skraju wsi.